# Crotalus transversus
Espèce
Statut de conservation UICN

 LC  : Préoccupation mineure
Crotalus transversus est une espèce de serpents de la famille des Viperidae. 

## Répartition
Cette espèce est endémique du Mexique. Elle se rencontre dans la Sierra de Ajusco et dans le nord-ouest de l'État de Morelos.

## Description
L'holotype de Crotalus transversus mesure 464 mm dont 38 mm de queue. C'est un serpent venimeux.

## Publication originale
- Taylor, 1944 : Two new species of Crotalid snakes from Mexico. University of Kansas Science Bulletin, vol. 30, n. 4, p. 47-56 (texte intégral).